# Hail to the Chief
"Hail to the Chief" (en español, Salve al jefe) es el himno personal del presidente de los Estados Unidos, adaptado por James Sanderson de una melodía original en gaélico escocés.
La reproducción de la canción acompaña la aparición del presidente de los Estados Unidos en muchos eventos públicos, también se reproduce en las ceremonias de investidura presidencial. Para ocasiones oficiales importantes, la Banda de la Marina de los Estados Unidos y otros conjuntos militares son generalmente los artistas intérpretes o ejecutantes, por lo que las directivas del Departamento de Defensa de los Estados Unidos han sido, desde 1954, la base principal para otorgarle el estatus oficial. Está precedido por cuatro volantes y florituras cuando se toca para el presidente. La canción también se toca durante el funeral de estado de un expresidente después de que se retira el ataúd del coche fúnebre. Como se originó en el siglo XIX, la canción es de dominio público debido a su antigüedad.

## Historia
Se pusieron música a versos del poema narrativo de Sir Walter Scott de 1810 La dama del lago, incluida "La canción del barco" ("Hail to the Chief") con la que el clan da la bienvenida a la llegada en barco de su jefe Roderick Dhu. 1812 del compositor James Sanderson (c. 1769 - c. 1841); un violinista inglés autodidacta y director del Surrey Theatre, Londres, que escribió muchas canciones para producciones teatrales locales durante la década de 1790 y los primeros años del siglo XIX:
 
El romance de Scott se convirtió rápidamente en melodramas románticos no autorizados. En noviembre de 1810, Scott le escribió a un amigo que Martin y Reynolds en Londres y el Sr. Siddons en Edimburgo iban a convertir La dama del lago en una obra de teatro. Casi al mismo tiempo, Scott recibió una carta de un amigo y oficial del ejército que terminaba su nota con una copia de la música de Boat Song, "Hail to the Chief".
Una versión de La dama del lago debutó en Nueva York el 8 de mayo de 1812, y "Hail to the Chief" se publicó en Filadelfia casi al mismo tiempo que 'March and Chorus in the Dramatic Romance of the Lady of the Lake'. Aparecieron muchas parodias, un indicio de gran popularidad.
La asociación con el presidente ocurrió por primera vez en 1815, cuando se interpretó en honor tanto a George Washington como al final de la Guerra de 1812 (bajo el nombre de "Wreaths for the Chieftain"). El 4 de julio de 1828, la Banda de la Marina interpretó la canción en una ceremonia de apertura formal del canal de Chesapeake y Ohio, a la que asistió el presidente John Quincy Adams. Andrew Jackson fue el primer presidente vivo en utilizar la canción para honrar su cargo en 1829, y se tocó en la toma de posesión de Martin Van Buren en 1837. Julia Tyler, segunda esposa de John Tyler, solicitó su uso para anunciar la llegada del Presidente. Su sucesora como primera dama, Sarah Childress Polk, alentó su uso regular de esta manera después de que se usara en la toma de posesión de James Polk; William Seale dice: "Polk no era una figura impresionante, por lo que era necesario algún anuncio para evitar la vergüenza de que entrara en una sala llena de gente sin que nadie lo notara. En los grandes eventos, la banda... tocaba los tambores mientras tocaban la marcha... y se despejaba el camino para el presidente".
Durante la guerra civil estadounidense (1861–1865), la pieza también se usó para anunciar la llegada del presidente confederado Jefferson Davis. El 3 de octubre de 1861, Davis visitó a los generales PGT Beauregard, Joseph Eggleston Johnston y Gustavus Woodson Smith en Fairfax Court House (ahora Fairfax, Virginia) para un consejo de guerra. Mientras estuvo en Fairfax, el presidente Davis también realizó una revisión formal de las tropas, que sumaron unas 30.000. Al comienzo de la reseña, la banda del 1.º de Infantería de Virginia entonó "Hail to the Chief" y concluyó con "Dixie".
Al presidente Chester A. Arthur no le gustó la canción y le pidió a John Philip Sousa que compusiera una nueva canción, que se tituló "Presidential Polonaise". Después de que Arthur dejó el cargo, la Marine Band volvió a tocar "Hail to the Chief" para las apariciones públicas del presidente.
En 1954, el Departamento de Defensa lo convirtió en el homenaje oficial al Presidente. El exitoso sencillo contra la guerra de Vietnam de 1969, "Fortunate Son", del grupo de rock estadounidense Creedence Clearwater Revival, específicamente llamado "Hail to the Chief" cuando se refiere a patriotas y jingoístas.
En su musical de Broadway de 1990 Assassins, el compositor Stephen Sondheim usa variaciones de "Hail To The Chief", sobre todo en la apertura del espectáculo, donde cambió su "ritmo de marcha tradicional a 3/4 de tiempo, un vals de carnaval" para enfatizar "sus elementos más siniestros".

## Letra
| Texto en inglés | Traducción aproximada al español |
| --- | --- |
| Hail to the Chief we have chosen for the nation, Hail to the Chief! We salute him, one and all. Hail to the Chief, as we pledge cooperation, In proud fulfillment of a great, noble call. Yours is the aim to make this grand country grander, This you will do, that is our strong, firm belief. Hail to the one we selected as commander, Hail to the President! Hail to the Chief! | ¡Salve al Jefe que hemos elegido para la nación, Salve al Jefe! Lo saludamos, todos y cada uno. Salve al Jefe, mientras prometemos cooperación, En cumplimiento orgulloso de un gran y noble llamado. Tuyo es el objetivo de hacer que este gran país sea más grandioso. Esto lo harás, esa es nuestra fuerte y firme creencia. ¡Salve al que elegimos como comandante, Salve al presidente! ¡Salve al jefe! |